# Gotthard IV. von Höveln

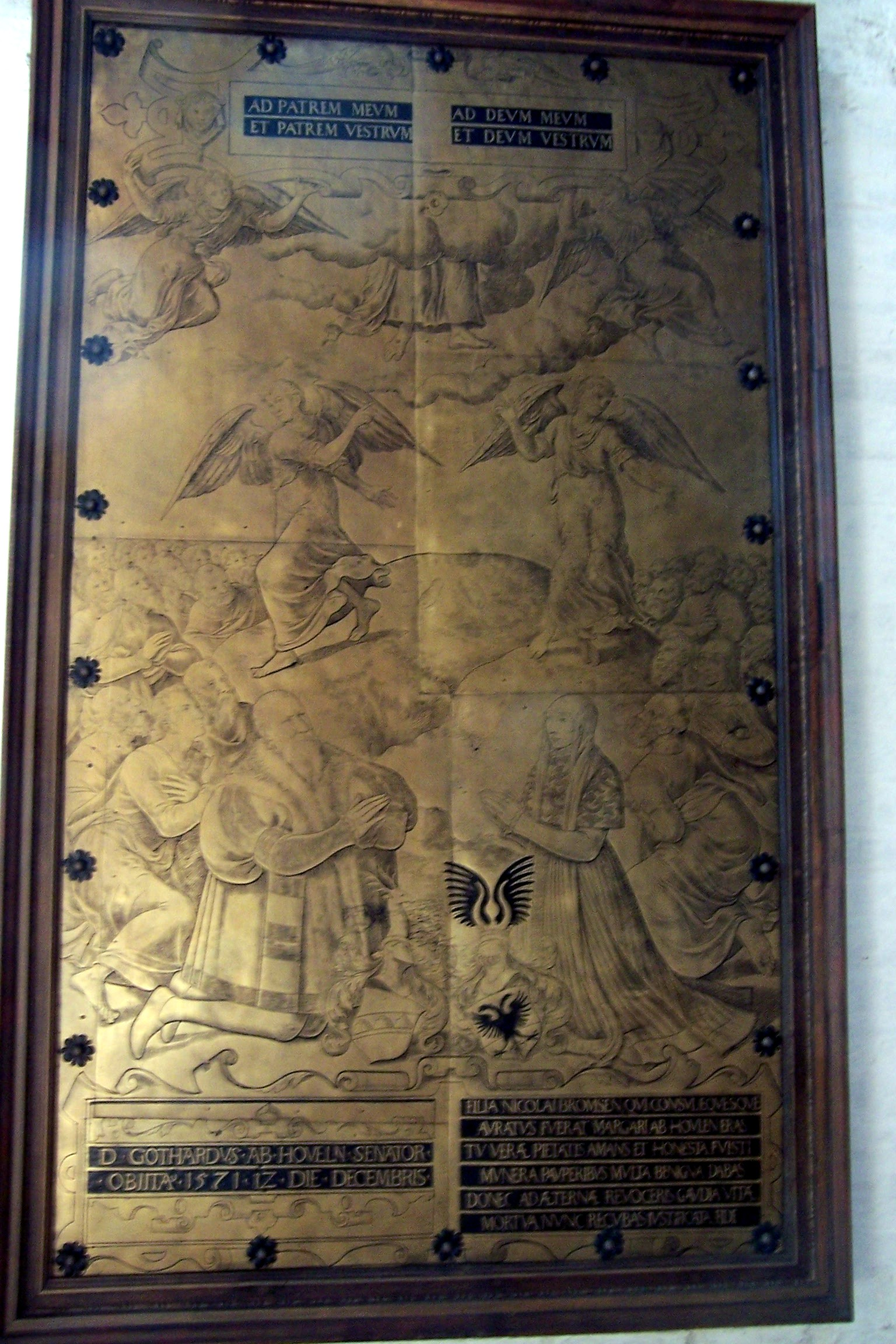
Messingepitaph Gotthard und Margarethe von Höveln in der Lübecker Marienkirche (1571)

Gotthard von Höveln († 12. Dezember 1571 in Lübeck) war Ratsherr der Hansestadt Lübeck.

## Leben
Gotthard von Hoeveln war der Sohn des 1555 verstorbenen Lübecker Bürgermeisters Gotthard III. von Hoeveln. 1534 immatrikulierte er sich an der Universität Wittenberg. Er wurde 1558 in den Rat der Stadt gewählt und war bekannt für seine außergewöhnliche Frömmigkeit.
Aufgrund seines namhaften Vermögens war er in der Lage, den Neubau des Kontorgebäudes in Antwerpen, wohin das Hansekontor aus Brügge umgezogen war, mit 14.000 Mark Lübisch teilweise zu finanzieren. Das unter dem Syndicus Heinrich Sudermann von dem Architekten Cornelis Floris II. errichtete neue Haus der Osterlinge in Antwerpen wurde von der Stadt Antwerpen 1563 vereinbarungsgemäß bei einer Investitionssumme von 124.000 Gulden mit 64.000 Gulden subventioniert, aber aufgrund der unruhigen Zeit erst 1569 seiner Bestimmung übergeben.
Gotthard von Hoeveln war mit Margarethe Brömse, Tochter des Bürgermeisters Nikolaus Brömse verheiratet, beider Messingepitaph, erstellt von dem Lübecker Gießer Matthias Benningk nach einer Vorlage des Malers Jost de Laval, ist in der Lübecker Marienkirche erhalten. Er wohnte von 1541 bis 1550 in der Johannisstraße 13 (heute Löwen-Apotheke) und ab 1550 in der Königstraße 9 (heute als Drägerhaus Teil des Behnhauses), das zuvor seinem Schwiegervater gehört hatte. Sein Sohn Gotthard V. von Hoeveln wurde ebenfalls Ratsherr und wie schon der Großvater auch Bürgermeister der Stadt. Eine Tochter heiratete den Ratsherrn Hermann Klever, eine andere Gottschalk von Stiten.